# Phyllocolpa piliserra
Phyllocolpa piliserra är en stekelart som först beskrevs av Thomson 1862.  Phyllocolpa piliserra ingår i släktet Phyllocolpa, och familjen bladsteklar. Arten är reproducerande i Sverige.